# Ángel Fernández
Ángel Oswaldo Fernández Vernaza (Machala, 1971. augusztus 2. – ) ecuadori válogatott labdarúgó.

## Pályafutása

### Klubcsapatban
Pályafutása nagy részében az Emelec és az El Nacional csapataiban játszott. Előbbinek 1992 és 1999, utóbbinak 2000 és 2004 között, illetve 2006-ban volt a tagja, és ezalatt három bajnoki címet szerzett. 2005-ben a Barcelona SC együttesét erősítette. 

### A válogatottban
1991 és 2004 között 77 alkalommal szerepelt az ecuadori válogatottban és 12 gólt szerzett. Részt vett az 1991-es, az 1993-as, az 1997-es, és a 2001-es Copa Américán, a 2002-es CONCACAF-aranykupán, illetve a 2002-es világbajnokságon.

## Sikerei, díjai
Emelec
- Ecuadori bajnok (2): 1993, 1994

El Nacional